# Christoph Hochhäusler

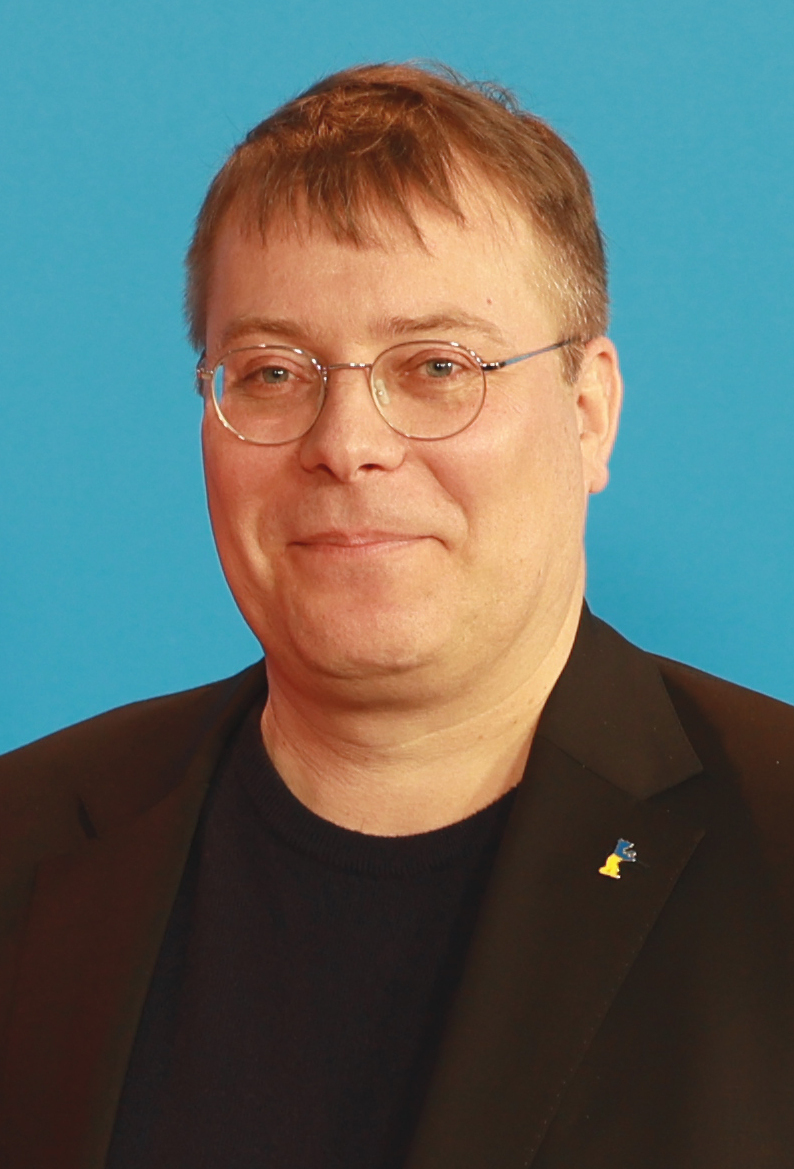
Christoph Hochhäusler, 2023

Christoph Hochhäusler (* 10. Juli 1972 in München) ist ein deutscher Regisseur und Autor der Berliner Schule.

## Leben

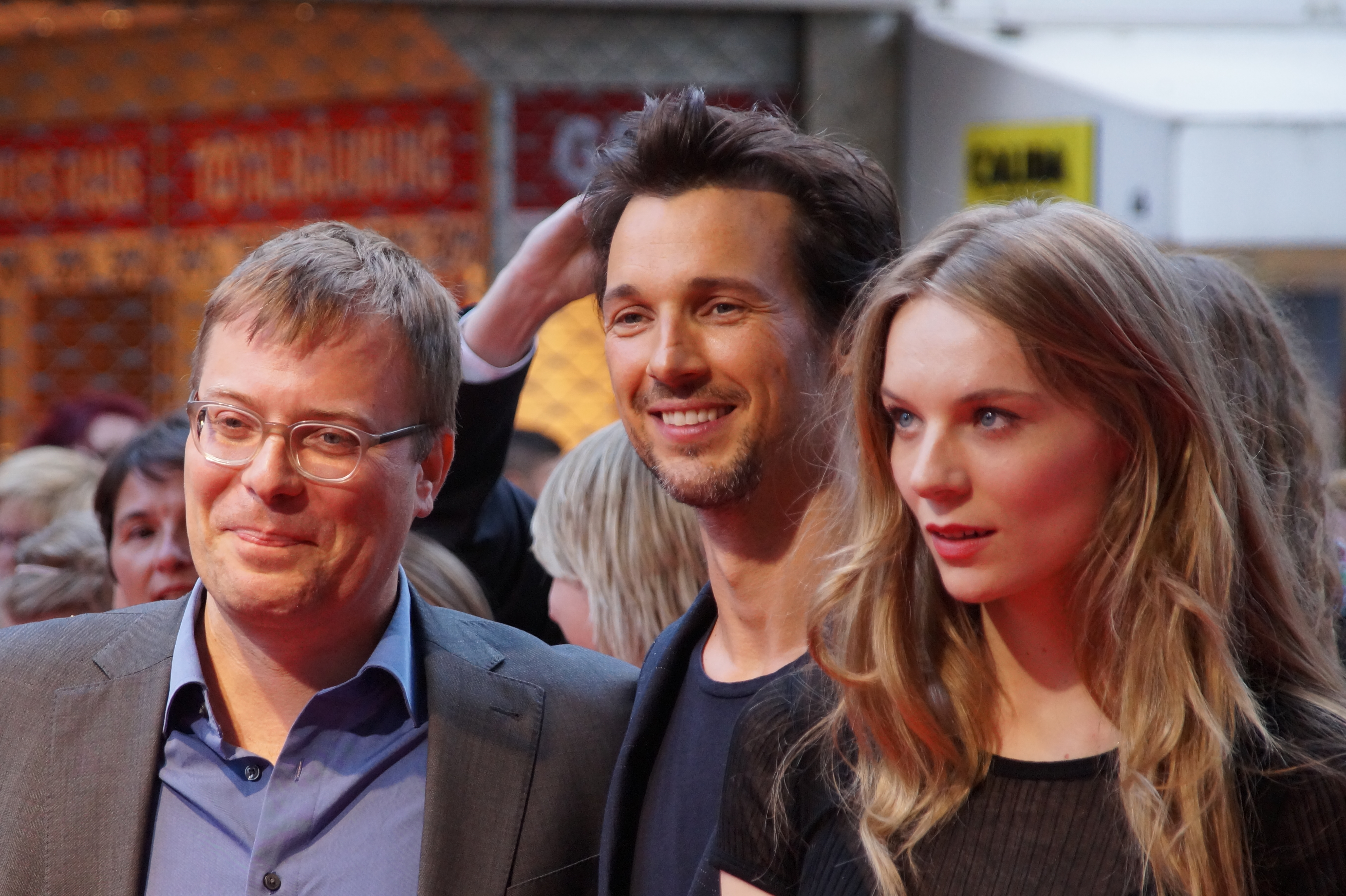
Christoph Hochhäusler, Florian David Fitz und Lilith Stangenberg 2015 auf der Premiere von Die Lügen der Sieger

Hochhäusler studierte von 1993 bis 1995 Architektur an der Technischen Universität Berlin, danach von 1996 bis 2004 Filmregie an der Hochschule für Fernsehen und Film München.
Sein Abschluss- und Debütfilm Milchwald feierte 2003 auf dem Berlinale Forum Premiere und stieß vor allem in Frankreich auf großes Interesse. Le-Monde-Kritiker Jacques Mandelbaum nannte den Film damals „den besten deutschen Film der Berlinale“. Der französische Verleih ASC brachte ihn am 4. August 2004 in die französischen Kinos, am 11. November 2004 folgte der deutsche Kinostart durch die Filmgalerie 451.
Hochhäusler war 2005 mit Falscher Bekenner und 2010 mit Unter dir die Stadt in der offiziellen Auswahl der Internationalen Filmfestspiele von Cannes – in der Reihe Un certain regard – und gehört damit mit Fatih Akin, Andreas Dresen und Angela Schanelec zu den wenigen nach 1960 geborenen deutschen Regisseuren, die mehrmals in Cannes vertreten waren.
Die für die ARD entstandene Filmtrilogie Dreileben, die 2011 auf der Berlinale als Ko-Präsentation von Forum und Panorama erstmals gezeigt wurde, entstand in Zusammenarbeit mit den Regisseuren Dominik Graf und Christian Petzold. Hochhäuslers Beitrag, Eine Minute Dunkel, erzählt die Fluchtgeschichte eines zu Unrecht Verdächtigten und bildet Hintergrund und Bindeglied der beiden anderen Filme. Dieser praktischen Zusammenarbeit war ein umfangreicher Austausch via E-Mail vorausgegangen, initiiert von Hartmut Bitomsky anlässlich eines Symposiums zur Berliner Schule am 29. September 2006 an der DFFB, in dem die drei Regisseure u. a. die Chancen und Probleme des deutschen Kinos diskutierten. Dominik Grafs Plädoyer, die Berliner Schule müsse „den Filmkunstknast“ verlassen und sich auch für das Genrekino öffnen, fand in der Dreileben-Trilogie ein erstes konkretes Echo.
Im Jahr 2023 erhielt Hochhäusler für seinen Thriller Bis ans Ende der Nacht eine Einladung in den Wettbewerb der Berlinale. Thea Ehre gewann für ihre Rolle in dem Film den Silbernen Bären für die beste schauspielerische Leistung in einer Nebenrolle.
Hochhäuslers siebter Langfilm und französischsprachiges Debüt La Mort viendra („Der Tod wird kommen“) feierte am 8. August 2024 im 77. Internationalen Wettbewerb Locarno Premiere.
Mit der Kölner Produzentin Bettina Brokemper verbindet Hochhäusler eine lange Zusammenarbeit; sie hat mit ihrer Firma Heimatfilm alle seine Langfilme seit 2005 produziert.
Hochhäusler verfasste zahlreiche filmpublizistische Arbeiten, unter anderem als Gründer und Mitherausgeber der Filmzeitschrift Revolver. Gegründet 1998 zusammen mit Benjamin Heisenberg und Sebastian Kutzli, wird sie heute u. a. von Benjamin Heisenberg, Christoph Hochhäusler, Franz Müller, Nicolas Wackerbarth, Saskia Walker und Marcus Seibert im Kollektiv herausgegeben.
Er hat seit 1998 zahlreiche prominente Filmkünstler interviewt, darunter Lars von Trier, Michael Haneke, Ulrich Seidl, Peter Greenaway, Michael Ballhaus, Alexander Kluge, Christian Petzold, Angela Schanelec, Hans Hillmann, Tankred Dorst, Mia Hansen-Løve, Susanne Lothar, Ruben Östlund, Sergei Loznitsa, Denis Lavant, Adam Curtis, Lucrecia Martel, Radu Jude u. v. a. Die meisten dieser Gespräche wurden in Revolver publiziert.
Von Januar 2017 bis Dezember 2021 war Hochhäusler „Leitender Dozent Regie“ an der DFFB Berlin.

## Filmografie (Auswahl)
- 1999: Fieber (Kurzfilm)
- 2001: Puls (Kurzfilm)
- 2003: Milchwald
- 2005: Falscher Bekenner
- 2009: Séance (Beitrag zum Episodenfilm Deutschland 09, Regie und Drehbuch)
- 2010: Unter dir die Stadt
- 2011: Dreileben – Eine Minute Dunkel (Fernsehfilm)
- 2014: Die Lügen der Sieger[13]
- 2023: Bis ans Ende der Nacht
- 2024: La Mort viendra

## Hörspiele und Features
- 2015: Thomas von Steinaecker: Orson Welles. Ein Puzzle – Regie: Claudia Kattanek (Feature – DLF)

## Auszeichnungen
- 2005: Villa-Aurora-Stipendium
- 2005: Kunstpreis Berlin (Förderpreis Film- und Medienkunst)[14]
- 2010: Förderpreis Deutscher Film für das Drehbuch zu Unter dir die Stadt
- 2011: Günter Rohrbach Filmpreis für Unter dir die Stadt
- 2011: Deutscher Fernsehpreis für Dreileben
- 2012: Österreichischer Fernsehpreis „Romy“ für Dreileben
- 2012: Grimme-Preis Spezial für Dreileben

## Texte von Christoph Hochhäusler
- Christoph Hochhäusler: Album. In: raumsprache (Blog) vom 20. November 2010 – über den Begriff der Berliner Schule aus der Position des Protagonisten.[15]
- Christoph Hochhäusler: Der Traum von Kontrolle. Techniken der Previsualisierung am Beispiel von Coppolas „One From the Heart“. In: Parallelfilm (Blog), 2003.[16]